# Marigot (Haiti)
Marigot, in creolo haitiano Marigo, è un comune di Haiti facente parte dell'arrondissement di Jacmel nel dipartimento del Sud-Est.